# 1548.
◄ | 15. stoljeće | 16. stoljeće | 17. stoljeće | ►
◄ | 1510-ih | 1520-ih | 1530-ih | 1540-ih | 1550-ih | 1560-ih | 1570-ih | ►
◄◄ | ◄ | 1545. | 1546. | 1547. | 1548. | 1549. | 1550. | 1551. | ► | ►►
Arhitektura • Astronomija • Glazba • Kazalište • Kiparstvo • Knjige • Književnost • Kršćanstvo • Medicina • Politika • Pravo • Promet • Slikarstvo • Znanost

## Događaji
- 13. lipnja – Ustanovljena je Guadalajarska biskupija.
- Španjolski misionari i istraživači uspostavljaju prvi kontakt s Indijancima Sirionó iz Bolivije.[1]

## Smrti
- 30. svibnja – Ivan Diego Cuauhtlatoatzin, meksički svetac (* o. 1474.)

## Vanjske poveznice
|  | Zajednički poslužitelj ima još gradiva o temi 1548. |